# Baiano (danse)
Pour les articles homonymes, voir Baiano (homonymie).
Le baiano, ou chorado, est une danse brésilienne qui est aussi une expression culturelle, typique de la région Nord-Est au XIXe siècle. Il s'agit d'une sorte de lundu qui comprend des défis lancés par les chanteurs pendant la danse et qui apparaît généralement dans les spectacles de bumba-meu-boi.